# Avče
Avče – wieś w Słowenii, w gminie Kanal ob Soči. W 2018 roku liczyła 206 mieszkańców.